# 纳瓦拉加梅利亚
纳瓦拉加梅利亚，是西班牙马德里自治区的一个市镇。总面积76平方公里，总人口2436人（2013年），人口密度32人/平方公里。